# عشق ساده
عشق ساده (انگلیسی: Innocent Love) (به هندی: Ishq-e-Nadaan) فیلم هندی درام عاشقانه هندی-زبان، تولید سال ۲۰۲۳ است که کارگردانی آن توسط آویشک گوش، به عنوان اولین کار او در حرفه کارگردانی انجام شد. بازیگران اصلی فیلم لارا دوتا، نینا گوپتا، شیریا پیلگانکار، مهیت راینا، کانوالجیت سینگ، سهیل نایر و مرینال دات هستند.
این فیلم در روز ۱۴ ژوئیه ۲۰۲۳، اولین بار به صورت مستقیم در سرویس پخش رسانۀ جیوسینما به نمایش گذاشته شد. 